# 1996年11月中国大陆

## 11月20日
- 中华人民共和国国务院公布第四批全国重点文物保护单位，共250处，另有12处与已有全国重点文物保护单位合并的项目[1]。